# 2017년 KBO 포스트시즌
2017 타이어뱅크 KBO 포스트시즌은 2017년 10월 5일부터 10월 30일까지 실시되었다.

## 진출팀
- KIA 타이거즈

FA로 영입한 최형우와 외국인 타자 로저 버나디나 그리고 안치홍 김선빈의 키스톤 콤비와 트레이드로 영입한 김민식, 이명기 등의 활약을 앞세운 야수진과 20승 듀오 양현종 - 헥터 노에시를 위시한 선발진을 앞세워 8년만에 정규리그 1위로 한국시리즈에 직행했다.
- 두산 베어스

디펜딩 챔피언으로써 강력한 전력을 유지하며 막판까지 KIA 타이거즈와 치열한 1위 다툼을 벌인 끝에 정규리그 2위로 플레이오프에 직행했다.
- 롯데 자이언츠

이대호의 국내 복귀로 중심을 잡은 타선과 함께 박세웅과 브룩스 레일리, 박진형, 조정훈, 손승락 등의 투수진 활약을 앞세워 8월이후 급상승을 타며 5년만에 가을잔치에 초대를 받았다.
- NC 다이노스

시즌 내내 상위권을 유지하였으나 시즌 막판 불펜진의 과부하 등으로 인해 4위로 내려가며 와일드카드 결정전부터 시작하게 되었다. 4년 연속 포스트시즌 진출했다.
- SK 와이번스

2015년 이후 2년만에 가을야구에 진출했으며 단일 시즌 팀 홈런 신기록을 과시한 홈런군단의 팀 컬러를 시즌 내내 유지하며 5위로 가을야구의 막차를 탔다.

## 대진표
|  | 와일드카드 결정전 | 와일드카드 결정전 | 와일드카드 결정전 |  |  | 준플레이오프 | 준플레이오프  | 준플레이오프 |  |  | 플레이오프 | 플레이오프  | 플레이오프 |  |  | 한국시리즈 | 한국시리즈   | 한국시리즈 |
|  |                   |                   |                   |  |  |              |               |              |  |  |            |             |            |  |  |            |              |            |
|  |                   |                   |                   |  |  |              |               |              |  |  |            |             |            |  |  | 1          | KIA 타이거즈 | 4          |
|  |                   |                   |                   |  |  |              |               |              |  |  | 2          | 두산 베어스 | 3          |  |  | 2          | 두산 베어스  | 1          |
|  |                   |                   |                   |  |  | 3            | 롯데 자이언츠 | 2            |  |  | 4          | NC 다이노스 | 1          |  |  |            |              |            |
|  | 4                 | NC 다이노스       | 1                 |  |  | 4            | NC 다이노스   | 3            |  |  |            |             |            |  |  |            |              |            |
|  | 5                 | SK 와이번스       | 0                 |  |  |              |               |              |  |  |            |             |            |  |  |            |              |            |

## 와일드카드 결정전

### 출장자 명단
| 팀          | 선수 명단 |
| NC 다이노스 | - 감독 - 김경문 - 코치 - 이동욱, 김평호, 전준호, 최기문, 최일언, 이도형, 이현곤, 진종길 - 투수 - 해커, 민태호, 임정호, 이민호, 정수민, 임창민, 원종현, 맨쉽, 이재학, 김진성, 구창모, 최금강 - 포수 : 박광열, 김태군, 신진호 - 내야수 - 박민우, 모창민, 이상호, 지석훈, 손시헌, 박석민, 이호준, 스크러그스, 노진혁 - 외야수 - 김준완, 김성욱, 권희동, 이종욱, 나성범, 이재율 |
| SK 와이번스 | - 감독 - 힐만 - 코치 - 최상덕, 김인호, 박경완, 김성갑, 박계원, 정수성, 존, 정경배 - 투수 - 신재웅, 다이아몬드, 임준혁, 서진용, 켈리, 박정배, 채병용, 박희수, 박종훈, 백청훈, 김주한, 윤희상 - 포수 - 이재원, 이홍구, 이성우 - 내야수 - 박승욱, 나주환, 김성현, 이대수, 최승준, 최정, 로맥, 박정권 - 외야수 - 김강민, 김재현, 조용호, 노수광, 정진기, 정의윤, 김동엽         |

### 경기 기록
| 일시                 | 경기  | 원정팀(선공) | 스코어 | 홈팀(후공)  | 개최 구장             | 개시 시각 | 관중수  | 경기 MVP             |
| -------------------- | ----- | ------------ | ------ | ----------- | --------------------- | --------- | ------- | -------------------- |
| 10월 5일(목)         | 1차전 | SK 와이번스  | 5 - 10 | NC 다이노스 | 마산종합운동장 야구장 | 14시 00분 | 9,926명 | 나성범 (NC 다이노스) |
| 승리팀 : NC 다이노스 |       |              |        |             |                       |           |         |                      |

### 1차전
2017년 10월 5일 - 마산종합운동장 야구장
| 팀 | 1 | 2 | 3 | 4 | 5 | 6 | 7 | 8 | 9 | R  | H  | E | B |
| SK 와이번스 | 0 | 0 | 2 | 1 | 0 | 2 | 0 | 0 | 0 | 5  | 6  | 0 | 6 |
| NC 다이노스 ◄ | 4 | 0 | 4 | 1 | 1 | 0 | 0 | 0 | X | 10 | 13 | 0 | 8 |
| 승리 투수: 이민호 패전 투수: 켈리 세이브: 없음 홀드: 없음 홈런: SK – 정진기 (맨쉽 상대로 4회 1점, 이민호 상대로 6회 2점) NC – 나성범 (켈리 상대로 1회 3점), 박석민 (켈리 상대로 1회 1점) |   |   |   |   |   |   |   |   |   |    |    |   |   |

- 1차전 MVP : NC 나성범 - 4타수 3안타(1홈런) 3타점 (1회말, 결승 3점 홈런)

1차전에서 NC에서는 맨쉽이, SK에서는 켈리가 각각 등판했다. NC는 1회말을 시작하자 맞이한 무사 1-2루에서 나성범이 3점 홈런을 작렬시킨데 이어 2사후 박석민이 1점 홈런을 터트리며 대거 4득점으로 기선을 제압했다. SK는 3회초 1사 2-3루에서 나주환의 희생 플라이와 2사 1-2루에서 정의윤의 적시타로 추격에 나섰으나, NC가 곧바로 3회말 공격에서 4득점에 성공했고 4회와 5회에도 각각 1점씩 추가하며 달아났다. SK는 2회 김동엽의 대수비로 들어온 정진기가 4회초와 6회초 연타석 홈런을 터트리며 추격을 했지만 이미 전세는 기울어진 뒤였다. 결국 NC가 타선의 힘을 앞세워 준플레이오프에 진출하게 되었다.

## 준플레이오프

### 출장자 명단
| 팀            | 선수 명단 |
| 롯데 자이언츠 | - 감독 - 조원우 - 코치 - 장재중, 김원형, 김민재, 정보명, 최만호, 김대익, 김승관, 이용훈 - 투수 - 손승락, 송승준, 박세웅, 김원중, 이명우, 조정훈, 박진형, 린드블럼, 레일리, 배장호, 김유영, 장시환, 박시영 - 포수 - 강민호, 김사훈, 나종덕 - 내야수 - 문규현, 신본기, 이대호, 황진수, 최준석, 정훈, 김동한, 번즈 - 외야수 - 전준우, 이우민, 나경민, 김문호, 박헌도, 손아섭   |
| NC 다이노스   | - 감독 - 김경문 - 코치 - 이동욱, 김평호, 전준호, 최기문, 최일언, 이도형, 이현곤, 진종길 - 투수 - 해커, 임정호, 이민호, 정수민, 임창민, 원종현, 맨쉽, 장현식, 이재학, 김진성, 구창모, 최금강 - 포수 - 박광열, 김태군, 신진호 - 내야수 - 박민우, 모창민, 이상호, 지석훈, 손시헌, 박석민, 이호준, 스크러그스, 노진혁 - 외야수 - 김준완, 김성욱, 권희동, 이종욱, 나성범, 이재율 |

### 경기 기록
| 일시                                                        | 경기  | 원정팀(선공)  | 스코어 | 홈팀(후공)    | 개최 구장             | 개시 시각 | 관중수   | 경기 MVP                 |
| ----------------------------------------------------------- | ----- | ------------- | ------ | ------------- | --------------------- | --------- | -------- | ------------------------ |
| 10월 8일(일)                                                | 1차전 | NC 다이노스   | 9 - 2  | 롯데 자이언츠 | 사직야구장            | 18시 30분 | 26,000명 | 권희동 (NC 다이노스)     |
| 10월 9일(월)                                                | 2차전 | NC 다이노스   | 0 - 1  | 롯데 자이언츠 | 사직야구장            | 14시 00분 | 25,169명 | 레일리 (롯데 자이언츠)   |
| 10월 11일(수)                                               | 3차전 | 롯데 자이언츠 | 6 - 13 | NC 다이노스   | 마산종합운동장 야구장 | 18시 30분 | 11,000명 | 노진혁 (NC 다이노스)     |
| 10월 13일(금)                                               | 4차전 | 롯데 자이언츠 | 7 - 1  | NC 다이노스   | 마산종합운동장 야구장 | 18시 30분 | 11,000명 | 손아섭 (롯데 자이언츠)   |
| 10월 15일(일)                                               | 5차전 | NC 다이노스   | 9 - 0  | 롯데 자이언츠 | 사직야구장            | 14시 20분 | 25,938명 | 스크러그스 (NC 다이노스) |
| 승리팀 : NC 다이노스, 준플레이오프 MVP : 해커 (NC 다이노스) |       |               |        |               |                       |           |          |                          |

### 1차전
2017년 10월 8일 - 사직야구장
| 팀 | 1 | 2 | 3 | 4 | 5 | 6 | 7 | 8 | 9 | 10 | 11 | R | H  | E | B |
| NC 다이노스 ◄ | 1 | 0 | 0 | 1 | 0 | 0 | 0 | 0 | 0 | 0  | 7  | 9 | 10 | 0 | 7 |
| 롯데 자이언츠 | 0 | 0 | 0 | 1 | 0 | 0 | 0 | 1 | 0 | 0  | 0  | 2 | 9  | 1 | 3 |
| 승리 투수: 원종현 패전 투수: 박시영 세이브: 없음 홀드: 없음 홈런: NC – 모창민 (장시환 상대로 11회 4점) 롯데 – 박헌도 (김진성 상대로 8회 1점) |   |   |   |   |   |   |   |   |   |    |    |   |    |   |   |

- 시구 : 강병철 (前 롯데 자이언츠 감독/1984, 1992 한국시리즈 우승 주역)
- 1차전 MVP : NC 권희동 - 4타수 2안타 2타점 (11회초 결승 2루타)

1차전에서 롯데에서는 린드블럼이, NC에서는 해커가 각각 등판했다. 선취점은 1회초 2사 3루에서 스크러그스타석에서 폭투로 인하여 선두타자 2루타로 출루했던 박민우가 득점에 성공하며 NC가 먼저 선취점을 뽑았다. 4회초에도 NC는 2사 1-2루에서 권희동의 적시타로 1점 더 추가했다.
롯데는 4회말 1사 2-3루에서 황진수의 내야 땅볼 타점으로 추격했고, 8회말 2사에 대타로 들어선 박헌도의 동점 홈런으로 경기를 원점으로 돌렸다. 이러한 팽팽한 승부는 연장이닝에서 갈렸다. NC는 11회초 지석훈의 2루타와 폭투로 맞이한 무사 3루에서 권희동의 적시 2루타로 다시 리드를 잡았고 이후 2사 만루에 밀어내기 볼넷과 강민호의 패스트 볼이 동시에 발생하며 2득점, 다시 2사 만루에서 모창민이 만루홈런을 작렬시키며 쐐기를 박았다. 결국 연장에서 대거 7점을 뽑은 NC가 1차전을 잡는데 성공했다.

### 2차전
2017년 10월 9일 - 사직야구장
| 팀                                                                      | 1 | 2 | 3 | 4 | 5 | 6 | 7 | 8 | 9 | R | H | E | B |
| NC 다이노스                                                             | 0 | 0 | 0 | 0 | 0 | 0 | 0 | 0 | 0 | 0 | 7 | 1 | 3 |
| 롯데 자이언츠 ◄                                                         | 0 | 1 | 0 | 0 | 0 | 0 | 0 | 0 | X | 1 | 3 | 1 | 5 |
| 승리 투수: 레일리 패전 투수: 장현식 세이브: 손승락 홀드: 박진형, 조정훈 |   |   |   |   |   |   |   |   |   |   |   |   |   |

- 시구 : 배우 배정남
- 2차전 MVP : 롯데 레일리 - 5.1이닝 4피안타 1사사구 무실점 3K (투구수 : 92개)
- 포스트시즌 역대 두 번째 무타점 경기

2차전에서 롯데에서는 레일리가, NC에서는 장현식이 각각 등판한 가운데 롯데가 2회말 장현식의 수비 실책과 제구 난조로 무사 만루 찬스를 맞았으나 문규현의 병살타로 1득점을 내는데 그쳤다. 그 이닝 이후로 레일리와 장현식이 팽팽한 대결을 펼쳤다. NC의 장현식은 7이닝 1실점(비자책)으로 호투했으며 롯데도 레일리가 잘 던졌으나, 6회초 레일리가 나성범의 부러진 배트에 다리를 다치며 교체되었다. 하지만 롯데는 이 이후 에 올라온 박진형과 조정훈 그리고 손승락이 귀중한 1점을 지켜내며 시리즈를 원점으로 돌리는데 성공했다.

### 3차전
2017년 10월 11일 - 마산종합운동장 야구장
| 팀 | 1 | 2 | 3 | 4 | 5 | 6 | 7 | 8 | 9 | R  | H  | E | B |
| 롯데 자이언츠 | 0 | 2 | 0 | 0 | 2 | 0 | 0 | 2 | 0 | 6  | 12 | 0 | 7 |
| NC 다이노스 ◄ | 3 | 0 | 2 | 0 | 5 | 2 | 0 | 1 | X | 13 | 13 | 2 | 6 |
| 승리 투수: 구창모 패전 투수: 송승준 세이브: 없음 홀드: 이민호 홈런: 롯데 – 손아섭 (임정호 상대로 8회 2점) NC – 스크러그스(송승준 상대로 1회 2점), 노진혁(송승준 상대로 3회 2점, 김유영 상대로 8회 1점), 나성범(김원중 상대로 5회 2점), 모창민(장시환 상대로 6회 1점) |   |   |   |   |   |   |   |   |   |    |    |   |   |

- 3차전 MVP : NC 노진혁 - 4타수 4안타(2홈런) 3타점 (3회말 2점 홈런, 8회말 1점 홈런)

3차전에서 롯데에서는 송승준이, NC에서는 맨쉽이 각각 등판했다. NC는 1회말 2사 1루에서 스크러그스의 2점 홈런에 이어 2사 1-2루에서 권희동의 적시타로 3득점하며 먼저 앞섰다. 롯데는 2회초 2사 만루에서 신본기의 적시타와 전준우의 밀어내기 몸에 맞는 공으로 2점을 추가하며 추격을 시작했다. 그러나 3회말 NC가 2사 2루에서 3회초부터 3루수 대수비로 교체되어 들어온 노진혁이 2점 홈런을 작렬시키며 달아났다. 5회초 롯데가 2사 만루에서 번즈의 밀어내기 몸에 맞는 공과 최준석의 적시타로 2점 추격해오자 NC는 5회말 공격에서 나성범의 2점 홈런, 2사 만루에서 김태군의 2타점 적시타, 이어진 1-3루에서 이호준의 적시타로 5득점을 추가했고, 6회말에도 모창민의 홈런과 2사 1-2루에서 손시헌의 적시타로 멀지감치 달아났다. 8회초 롯데가 손아섭의 2점 홈런으로 추격을 이어갔지만, 8회말 NC는 노진혁이 다시 한 번 홈런포를 작렬시키며 승리를 자축했다. 이로써 3차전을 NC가 가져가며 시리즈의 리드를 잡았다.

### 4차전
2017년 10월 13일 - 마산종합운동장 야구장
| 팀 | 1 | 2 | 3 | 4 | 5 | 6 | 7 | 8 | 9 | R | H  | E | B |
| 롯데 자이언츠 ◄ | 0 | 0 | 0 | 1 | 4 | 1 | 1 | 0 | 0 | 7 | 10 | 0 | 1 |
| NC 다이노스 | 0 | 0 | 0 | 1 | 0 | 0 | 0 | 0 | 0 | 1 | 6  | 0 | 1 |
| 승리 투수: 린드블럼 패전 투수: 최금강 세이브: 없음 홀드: 없음 홈런: 롯데 – 손아섭(최금강 상대로 4회 1점, 원종현 상대로 5회 3점), 이대호(원종현 상대로 6회 1점), 전준우(구창모 상대로 7회 1점) |   |   |   |   |   |   |   |   |   |   |    |   |   |

- 시구 : 김우정 (김해 한일여자고등학교 학생)
- 4차전 MVP : 롯데 손아섭 - 4타수 3안타(2홈런) 4타점 (4회초 1점 홈런, 5회초 3점 홈런)
  - 포스트시즌 역대 17번째 우천 취소(준PO 5번째)
  - 롯데 손아섭, 포스트시즌 역대 20번째 연타석 홈런(준PO 7번째)

4차전에서 롯데에서는 린드블럼이, NC에서는 최금강이 각각 등판했다. 4차전은 롯데가 먼저 선취점을 뽑았다. 롯데는 4회초 선두타자 손아섭의 1점 홈런으로 선취점을 뽑았다. 그러나 NC는 4회말 1사 2루에서 권희동의 적시타로 동점을 만들었다.
하지만, 5회부터 롯데의 타선이 폭발했다. 롯데는 5회초 2사 3루에서 신본기의 내야 안타로 1점, 이어 2사 1-2루에서 전 타석에서 선제 1점 홈런을 쳤던 손아섭이 이번엔 3점 홈런을 터트리며 달아났고 6회초에는 이대호의 1점 홈런, 7회초는 전준우의 1점 홈런으로 쐐기를 박았다. 마운드에서도 선발 린드블럼이 8회까지 1실점으로 호투한 롯데는 시리즈를 원점으로 다시 돌리는데 성공하며 두산의 플레이오프 상대는 최종 5차전에서 가려지게 되었다.

### 5차전
2017년 10월 15일 - 사직야구장
| 팀                                                        | 1 | 2 | 3 | 4 | 5 | 6 | 7 | 8 | 9 | R | H  | E | B |
| NC 다이노스 ◄                                             | 0 | 0 | 0 | 0 | 7 | 0 | 0 | 2 | 0 | 9 | 15 | 0 | 9 |
| 롯데 자이언츠                                             | 0 | 0 | 0 | 0 | 0 | 0 | 0 | 0 | 0 | 0 | 8  | 1 | 3 |
| 승리 투수: 해커 패전 투수: 박세웅 세이브: 없음 홀드: 없음 |   |   |   |   |   |   |   |   |   |   |    |   |   |

- 시구 : 캐리 마허 (영산대학교 교수)
- 5차전 MVP : NC 스크러그스 - 4타수 2안타 1타점

5차전에서 롯데에서는 박세웅이, NC에서는 해커가 각각 등판했다. 4회까지 0의 행진이 이어졌던 승부는 5회초에 갈렸다. 5회초 NC는 무사 1-2루에서 스크러그스의 적시타로 선취점을 뽑으며 박세웅을 강판 시킨데 이어 조정훈을 상대로  무사 만루에서 이호준의 적시타, 1사 만루에서 손시헌의 희생플라이 여기에 다시 2사 만루에서 김준완의 밀어내기 볼넷, 이명우를 상대로 박민우와 나성범의 적시타까지 터지며 NC는 5회에만 안타 5개와 볼넷 4개로 대거 7점을 뽑으며 경기의 향방을 결정지었다.
이후 선발 해커의 호투와 8회초에 2사 1-3루에서 손시헌과 김태군의 연속 적시타로 쐐기를 박은 NC는 9 대 0으로 완승을 거두며 시리즈 3승 2패로 플레이오프에 진출했다.
- 준플레이오프 MVP : NC 해커 - 2경기 2승 13.1이닝 16피안타 8사사구 14K, ERA 0.68

## 플레이오프

### 출장자 명단
| 팀          | 선수 명단 |
| 두산 베어스 | - 감독 - 김태형 - 코치 - 공필성, 전형도, 강동우, 강인권, 이용호, 강석천, 한용덕, 최경환 - 투수 - 김승회, 보우덴, 김강률, 장원준, 유희관, 김성배, 니퍼트, 이용찬, 김명신, 이현승, 이영하, 함덕주, 박치국 - 포수 - 장승현, 박세혁, 양의지 - 내야수 - 서예일, 류지혁, 허경민, 오재원, 오재일, 에반스, 김재호, 최주환 - 외야수 - 조수행, 국해성, 정진호, 김재환, 박건우, 민병헌 |
| NC 다이노스 | - 감독 - 김경문 - 코치 - 이동욱, 김평호, 전준호, 최기문, 최일언, 이도형, 이현곤, 진종길 - 투수 - 해커, 임정호, 이민호, 정수민, 임창민, 원종현, 맨쉽, 장현식, 이재학, 김진성, 구창모, 최금강 - 포수 - 박광열, 김태군, 신진호 - 내야수 - 박민우, 모창민, 이상호, 지석훈, 손시헌, 박석민, 이호준, 스크러그스, 노진혁 - 외야수 - 김준완, 김성욱, 권희동, 이종욱, 나성범, 이재율 |

### 경기 기록
| 일시                                                        | 경기  | 원정팀(선공) | 스코어 | 홈팀(후공)  | 개최 구장             | 개시 시각 | 관중수   | 경기 MVP                 |
| ----------------------------------------------------------- | ----- | ------------ | ------ | ----------- | --------------------- | --------- | -------- | ------------------------ |
| 10월 17일(화)                                               | 1차전 | NC 다이노스  | 13 - 5 | 두산 베어스 | 서울종합운동장 야구장 | 18시 30분 | 24,354명 | 스크러그스 (NC 다이노스) |
| 10월 18일(수)                                               | 2차전 | NC 다이노스  | 7 - 17 | 두산 베어스 | 서울종합운동장 야구장 | 18시 30분 | 23,037명 | 최주환 (두산 베어스)     |
| 10월 20일(금)                                               | 3차전 | 두산 베어스  | 14 - 3 | NC 다이노스 | 마산종합운동장 야구장 | 18시 30분 | 11,000명 | 민병헌 (두산 베어스)     |
| 10월 21일(토)                                               | 4차전 | 두산 베어스  | 14 - 5 | NC 다이노스 | 마산종합운동장 야구장 | 14시 00분 | 11,000명 | 함덕주 (두산 베어스)     |
| 승리팀 : 두산 베어스, 플레이오프 MVP : 오재일 (두산 베어스) |       |              |        |             |                       |           |          |                          |

### 1차전
2017년 10월 17일 - 서울종합운동장 야구장
| 팀 | 1 | 2 | 3 | 4 | 5 | 6 | 7 | 8 | 9 | R  | H  | E | B |
| NC 다이노스 ◄ | 0 | 0 | 2 | 0 | 4 | 0 | 0 | 7 | 0 | 13 | 15 | 0 | 6 |
| 두산 베어스 | 0 | 1 | 0 | 3 | 1 | 0 | 0 | 0 | 0 | 5  | 9  | 2 | 4 |
| 승리 투수: 맨쉽 패전 투수: 니퍼트 세이브: 없음 홀드: 이민호, 구창모 홈런: NC – 스크러그스(니퍼트 상대로 4회 4점), 두산 – 양의지(장현식 상대로 2회 1점) |   |   |   |   |   |   |   |   |   |    |    |   |   |

- 시구 : 박철순 (OB 베어스 레전드 선수)
- 1차전 MVP : NC 스크러그스 - 6타수 3안타(1홈런) 5타점 (5회초 4점 홈런)

1차전에서 NC에서는 장현식이, 두산에서는 니퍼트가 각각 등판했다. 두산이 2회말 양의지의 솔로포로 선취점을 뽑는데 성공했으나 NC가 3회초 2사 2-3루에서 박민우의 적시타로 리드를 잡았으나 4회말 두산이 무사 만루에서 양의지의 2타점 적시타, 1사 만루에서 허경민의 내야 땅볼 타점과 류지혁의 적시타로 4득점 하며 다시 뒤집는데 성공했다. 이러한 양 팀의 치열한 승부는 5회에 갈렸다. NC는 1사 만루에서 스크러그스가 만루포를 작렬시키며 다시 재역전에 성공했고, 5회말 1사 3루에서 오재일의 적시타로 두산이 추격해오자 NC는 8회초 2사 1-3루에서 지석훈의 적시타를 시작으로 2사 후에 대거 7점을 뽑는 집중력있는 타격을 앞세워 승부를 결정짓고 1차전을 먼저 가져가는데 성공했다.

### 2차전
2017년 10월 18일 - 서울종합운동장 야구장
| 팀 | 1 | 2 | 3 | 4 | 5 | 6 | 7 | 8 | 9 | R  | H  | E | B |
| NC 다이노스 | 0 | 3 | 1 | 0 | 2 | 0 | 1 | 0 | 0 | 7  | 11 | 1 | 2 |
| 두산 베어스 ◄ | 1 | 0 | 3 | 0 | 0 | 8 | 3 | 2 | X | 17 | 15 | 1 | 8 |
| 승리 투수: 김승회 패전 투수: 맨쉽 세이브: 없음 홀드: 없음 홈런: NC – 지석훈(장원준 상대로 2회 1점), 김성욱(장원준 상대로 2회 2점), 나성범(장원준 상대로 5회 2점), 스크러그스(김승회 상대로 7회 1점) 두산 – 박건우(이재학 상대로 1회 1점), 김재환(이재학 상대로 3회 3점, 원종현 상대로 6회 3점), 최주환(맨쉽 상대로 6회 4점) |   |   |   |   |   |   |   |   |   |    |    |   |   |

- 시구 : 배우 정상훈
- 2차전 MVP : 두산 최주환 - 4타수 1안타(1홈런) 4타점 (6회말 4점 홈런)
  - 포스트시즌 한 경기 양팀 최다 홈런 신기록 (8개)
  - 두산 김재환, 포스트시즌 역대 21번째 연타석 홈런

2차전에서 NC에서는 이재학이, 두산에서는 장원준이 각각 등판했다. 2차전도 치열한 방망이 대결로 전개되었다. 두산이 1회말 공격에서 2사 후 박건우의 1점 홈런으로 선취점을 뽑자 NC가 2회초 1사 후 지석훈의 동점포와 김성욱의 2점홈런으로 경기를 뒤집었고 3회초에는 1사 1루에서 스크러그스에서 적시 2루타로 달아나는데 성공했다. 하지만 3회말 두산은 2사 후 연속안타로 찬스를 잡은 가운데 김재환이 동점 3점포를 터트리며 원점을 맞췄다. 이후 5회초 NC가 나성범의 2점 홈런으로 다시리드를 잡았으나 두산이 6회말 무사 만루에서 최주환이 좌월 만루 홈런을 작렬시키며 또 다시 역전에 성공했다. 여세를 몰아 두산은 2사 1-2루에서 박건우의 적시타와 김재환이 또 다시 3점포를 터트리며 6회말 대거 8득점 빅이닝을 만들었다.
7회초 NC가 스크러그스의 2점 홈런으로 추격을 했지만, 7회말 두산은 1사 3루에서 허경민의 적시타 후 만루 상황에서 박건우의 밀어내기 몸에 맞는 공과 김재환의 희생플라이, 8회말 1사 만루에서 조수행의 2타점 2루타로 쐐기를 박으며 두산이 시리즈를 원점으로 맞추는데 성공했다.

### 3차전
2017년 10월 20일 - 마산종합운동장 야구장
| 팀 | 1 | 2 | 3 | 4 | 5 | 6 | 7 | 8 | 9 | R  | H  | E | B  |
| 두산 베어스 ◄ | 0 | 5 | 1 | 1 | 0 | 7 | 0 | 0 | 0 | 14 | 13 | 0 | 11 |
| NC 다이노스 | 0 | 2 | 1 | 0 | 0 | 0 | 0 | 0 | 0 | 3  | 9  | 1 | 4  |
| 승리 투수: 함덕주 패전 투수: 해커 세이브: 없음 홀드: 없음 홈런: 두산 – 민병헌(해커 상대로 2회 4점), 오재일(해커 상대로 3회 1점) |   |   |   |   |   |   |   |   |   |    |    |   |    |

- 시구 : 에릭 테임즈
- 3차전 MVP : 두산 민병헌 - 6타수 2안타(1홈런) 6타점 (2회초 4점 홈런)

3차전에서 두산에서는 보우덴이, NC에서는 해커가 각각 등판했다. 두산은 3회초에 1사 1-2루에서 오재원의 타구를 해커가 송구 실책을 저질러 1점을 얻은데 이어 만루 상황에서 민병헌의 그랜드 슬램으로 대거 5점을 뽑았다. NC는 2회말 1사 1-2루에서 김태군의 적시타와 김준완의 2루타로 2점을 추가하며 추격을 시작했지만 3회초 두산이 오재일의 1점 홈런으로 달아났다.
이후 NC가 다시 3회말 1사 만루에서 김태군의 희생플라이로 추격해오자 두산은 4회초 2사 2루에서 오재일의 적시타, 6회초에는 대거 7득점 빅이닝으로 쐐기를 박으며 3차전을 가져오는데 성공하고 3년 연속 한국시리즈 진출에 1승만을 남겨놓게 되었다.

### 4차전
2017년 10월 21일 - 마산종합운동장 야구장
| 팀 | 1 | 2 | 3 | 4 | 5 | 6 | 7 | 8 | 9 | R  | H  | E | B |
| 두산 베어스 ◄ | 0 | 0 | 3 | 1 | 0 | 3 | 1 | 4 | 2 | 14 | 16 | 0 | 8 |
| NC 다이노스 | 1 | 0 | 0 | 0 | 3 | 0 | 1 | 0 | 0 | 5  | 12 | 0 | 3 |
| 승리 투수: 김승회 패전 투수: 정수민 세이브: 없음 홀드: 함덕주 홈런: 두산 – 오재일(정수민 상대로 3회 3점, 이민호 상대로 6회 3점, 김진성 상대로 8회 2점, 임창민 상대로 9회 1점), 김재환(임창민 상대로 9회 1점) NC – 나성범(김승회 상대로 7회 1점) |   |   |   |   |   |   |   |   |   |    |    |   |   |

- 4차전 MVP : 두산 함덕주 - 1.2이닝 무피안타 무실점
  - 두산 오재일, 포스트시즌 한 경기 최다 홈런, 타점, 루타(4홈런, 9타점, 16루타) 및 단일 포스트시즌 시리즈 최다 홈런 신기록(5개), 단일 플레이오프 시리즈 최다 타점 타이(12타점), 포스트시즌 최초 3연타석 홈런
  - 두산 김재환 - 오재일, 포스트시즌 역대 21번째 연속타자 홈런

4차전에서 두산에서는 유희관이, NC에서는 정수민이 각각 등판했다. 선취점은 NC가 1사 1-3루에서 스크러그스의 땅볼 타점으로 뽑는데 성공했다. 두산은 3회초 2사 1-2루에서 오재일의 3점 홈런으로 뒤집었고, 4회초 2사 만루에서 박건우의 밀어내기 볼넷으로 추가점을 뽑는데 성공했다. 그러나 NC가 5회말 공격에서 5개 안타를 집중시켜 3점을 뽑으며 원점을 맞췄다.
그러자 두산이 2사 1-2루에서 오재일이 3점포를 또 터트리며 다시 리드를 잡은데 이어 7회초 2사 2루에서 민병헌의 적시타로 달아났다. NC는 7회말 나성범의 1점 홈런으로 추격했으나 8회초 두산은 1사 1루에서 오재일이 경기 세번째 홈런을 2점 홈런으로 뽑은데 이어 1사 1-2루에서 오재원의 적시타, 이어진 2-3루에서 허경민의 땅볼 타점으로 4점을 추가했다. 그리고 9회초에는 김재환의 솔로포에 이어 오재일이 이날 자신의 경기 네 번째 홈런을 백투백 홈런으로 장식하며 축포를 쏘아올렸다. 이로써 두산이 3년 연속으로 한국시리즈에 진출했다.
- 플레이오프 MVP : 두산 오재일 - 시리즈 타율 .600 (15타수 9안타) 5홈런 12타점 (4차전 - 4타수 4안타(4홈런) 9타점)

## 중계 일정
2017년 한국 프로 야구 포스트시즌은 다음과 같은 방송사로부터 중계방송되었다.

### TV 중계

#### 와일드카드 결정전
1차전
- KBS2 (캐스터 : 유지철 / 해설 : 이용철, 장성호)

#### 준플레이오프
1차전
- KBS2 (캐스터 : 유지철 / 해설 : 이용철, 장성호), MBC SPORTS+

- KBS의 경우 2TV의 정규방송 관계로 1TV로 옮겨서 중계했지만, 역시 1TV의 정규방송 관계로 KBS N Sports에서 계속 중계.
2차전
- SBS (캐스터 : 정우영 / 해설 : 이순철)

3차전
- SBS Sports, KBS N Sports, MBC SPORTS+, SPOTV, 스카이 스포츠

4차전
- KBS2 (캐스터 : 유지철 / 해설 : 이용철, 장성호)

5차전
- SBS (캐스터 : 정우영 / 해설 : 이순철), KBS N Sports

#### 플레이오프
1차전
- SBS (캐스터 : 정우영 / 해설 : 이순철)

2차전
- MBC (캐스터 : 한명재 / 해설 : 허구연, 정민철)

3차전
- KBS2 (캐스터 : 유지철 / 해설 : 이용철, 조성환)

4차전
- MBC SPORTS+, SPOTV, 스카이 스포츠

### 라디오 중계

#### 와일드카드 결정전
- MBC 경남 표준FM

#### 준플레이오프
1차전
- KNN 파워FM, 부산 MBC 표준FM, MBC 경남 표준FM

2차전
- SBS 러브FM, KNN 파워FM, 부산 MBC 표준FM, MBC 경남 표준FM

3차전
- KNN 파워FM, 부산 MBC 표준FM, MBC 경남 표준FM

4차전
- KNN 파워FM, 부산 MBC 표준FM, MBC 경남 표준FM

5차전
- KNN 파워FM, 부산 MBC 표준FM, MBC 경남 표준FM

#### 플레이오프
1차전
- MBC 경남 표준FM

2차전
- MBC 경남 표준FM

3차전
- MBC 경남 표준FM

4차전
- KNN 파워FM, MBC 경남 표준FM

## 같이 보기
- 2017년 KBO 리그
- 2017년 한국시리즈